# 志度線
志度線（日语：／ Shido sen */?）是一條連結日本香川縣高松市的瓦町站至同縣讚岐市的琴電志度站，屬於高松琴平電氣鐵道的鐵路線。路線沿國道11號行走，路線代表顔色最初為藍色，現時則採用玫紅色。
志度線是首條連接高松與志度之間的鐵道，由東讚電氣軌道以「輕便鐵路」形式運行，途經屋島、八栗山、志度寺等著名地點。更一度曾伸延至與高松市路面電車路段直通運轉，但二戰將近結束時，高松市受到猛烈轟炸，瓦町至高松市區的路面電車及路軌被嚴重破壞，無法復收而最終廢線，1994年隨瓦町站改建，取消由原來高松築港站直通的安排，連接路軌被截斷，成為了孤立路線，一直至今。

## 路線資料
- 路線距離（營業距離）：12.5公里
- 軌距：1435毫米
- 站數：16個（包括起終點站）
- 複線路段：沒有（全線單線）
- 電氣化路段：全線（直流電1500V）
- 保安設備：琴電形ATS
- 閉塞方式：自動閉塞式
- 車輛基地：今橋工場（日语：今橋工場）（最近站、今橋站）
- 最高速度：60公里/小時[1]
- 最小曲線半徑：80公尺

## 車站列表
所有車站都位於香川縣。
| 車站編號 | 中文站名          | 日文站名 | 英文站名 | 站間距離 | 營業距離 | 接續路線                                       | 軌道 | 所在地 |
| -------- | ----------------- | -------- | -------- | -------- | -------- | ---------------------------------------------- | ---- | ------ |
| S00      | 瓦町 （瓦町FLAG） |          |          | -        | 0.0      | 高松琴平電氣鐵道：琴平線（K02）、長尾線（N02） | ∨    | 高松市 |
| S01      | 今橋              |          |          | 0.6      | 0.6      |                                                | ◇    | 高松市 |
| S02      | 松島二丁目        |          |          | 0.6      | 1.2      |                                                | ◇    | 高松市 |
| S03      | 沖松島            |          |          | 0.7      | 1.9      |                                                | ｜   | 高松市 |
| S04      | 春日川            |          |          | 1.1      | 3.0      |                                                | ◇    | 高松市 |
| S05      | 潟元              |          |          | 1.3      | 4.3      |                                                | ｜   | 高松市 |
| S06      | 琴電屋島          |          |          | 0.7      | 5.0      |                                                | ◇    | 高松市 |
| S07      | 古高松            |          |          | 0.7      | 5.7      |                                                | ｜   | 高松市 |
| S08      | 八栗              |          |          | 1.0      | 6.7      | 四國纜車：八栗纜車（徒步聯絡）                 | ◇    | 高松市 |
| S09      | 六萬寺            |          |          | 1.1      | 7.8      |                                                | ｜   | 高松市 |
| S10      | 大町              |          |          | 0.9      | 8.7      |                                                | ◇    | 高松市 |
| S11      | 八栗新道          |          |          | 0.6      | 9.3      | 四國旅客鐵道：高德線（讚岐牟禮）               | ｜   | 高松市 |
| S12      | 鹽屋              |          |          | 0.7      | 10.0     |                                                | ｜   | 高松市 |
| S13      | 房前              |          |          | 0.6      | 10.6     |                                                | ｜   | 高松市 |
| S14      | 原                |          |          | 0.9      | 11.5     |                                                | ｜   | 高松市 |
| S15      | 琴電志度          |          |          | 1.0      | 12.5     | 四國旅客鐵道：高德線（志度）                   | ∧    | 讚岐市 |

### 已取消車站
- 出晴站：1913年10月15日開設，1945年7月30日廢站。
- 西潟元站：自瓦町站起3.8公里，開線時已存在的車站，1931年3月16日廢站。
- 屋島運動場前站（屋島グランド前駅）：1931年2月廢站。
- 白羽站：自瓦町站起7.4公里，1935年5月10日開設，1945年1月26日休站，廢站日期不詳。
- 鹽屋海水浴場前站：季節臨時站，1951年開設，1970年廃止廢站。
- 志度西口站：自瓦町站起11.8公里，開線時已存在的車站，1945年1月26日休站，廢站日期不詳。

## 使用車輛
自2011年5月至今，全線共配置20節車廂，全為名古屋市營地下鐵已退役的15.6米車廂。基本上為2輛編成。
- 600形20番台：為原250形（日语：名古屋市交通局100形電車#250形）、700形（日语：名古屋市交通局100形電車#700形）及1000形（日语：名古屋市交通局1000形電車）車廂，共有6列12輛。
- 600形800番台：一邊設有駕駛室，但另一邊為全密封形式，連結時不能貫通至其他車廂，附設有單車停泊位。共4輛。
- 700形：為原300形（日语：名古屋市交通局300形電車）及1200形（日语：名古屋市交通局1000形電車）車廂，共2列4輛。

車庫及檢查中心設於今橋站旁的今橋工場進行，如有需要作大型檢查，則會利用卡車把車廂以路面運送方式送到佛生山工場處理。